# Boom XB-1
Boom XB-1
初飛行で着陸態勢に入るXB-1
- 用途：超音速輸送機の技術デモンストレーション
- 製造者：ブーム・テクノロジー
- 初飛行：2024年3月22日[1]
- 生産数：1機
- 運用状況：開発中

Boom XB-1 「Baby Boom」は、超音速輸送機ブーム・オーバーチュアの開発の一環としてブーム・テクノロジー（商号: Boom Supersonic）によって設計された3分の1スケールの3発ジェット超音速デモンストレーターである。1,000 nmi (1,900 km)を超える範囲でマッハ2.2を維持することが計画されている。ゼネラル・エレクトリック J85を3基搭載する。2024年3月22日に初飛行を行った。

## 開発
デザインは2016年11月15日にデンバーで発表された。当初は2017年後半に3基のゼネラル・エレクトリック CJ610ターボジェット（J85）を搭載した最初の亜音速飛行を行い、その後、エドワーズ空軍基地で超音速飛行試験を行うことを目的としていた。
2017年4月までに、製造して飛行するのに十分な資金が確保された。その予備設計レビューは2017年6月までに完了し、余分な推力を利用するためにエンジンを軍用バージョンのJ85に切り替えた。その後、飛行試験は2018年後半に開始されると予想されていた。2017年に、複合翼桁は、油圧テストベッドで、149℃、ヒートソーク動作温度を超えて加熱された状態で荷重試験が行われた。最初に予想された超音速飛行は2019年にずれ込んだ。
2020年10月7日の時点では2021年にBoom XB-1初飛行を予定していたが、計画より遅延しており、XB-1のマイルストーンページには2023年 Flight testing beginsと記載されている。
2023年8月23日にタキシング試験が行われ、その様子がYoutubeに公開されている。
XB-1は2024年3月22日、モハーヴェ航空宇宙港からチーフテストパイロットであるビル・"ドク"・シューメーカーの操縦により初飛行に成功した。

## 設計

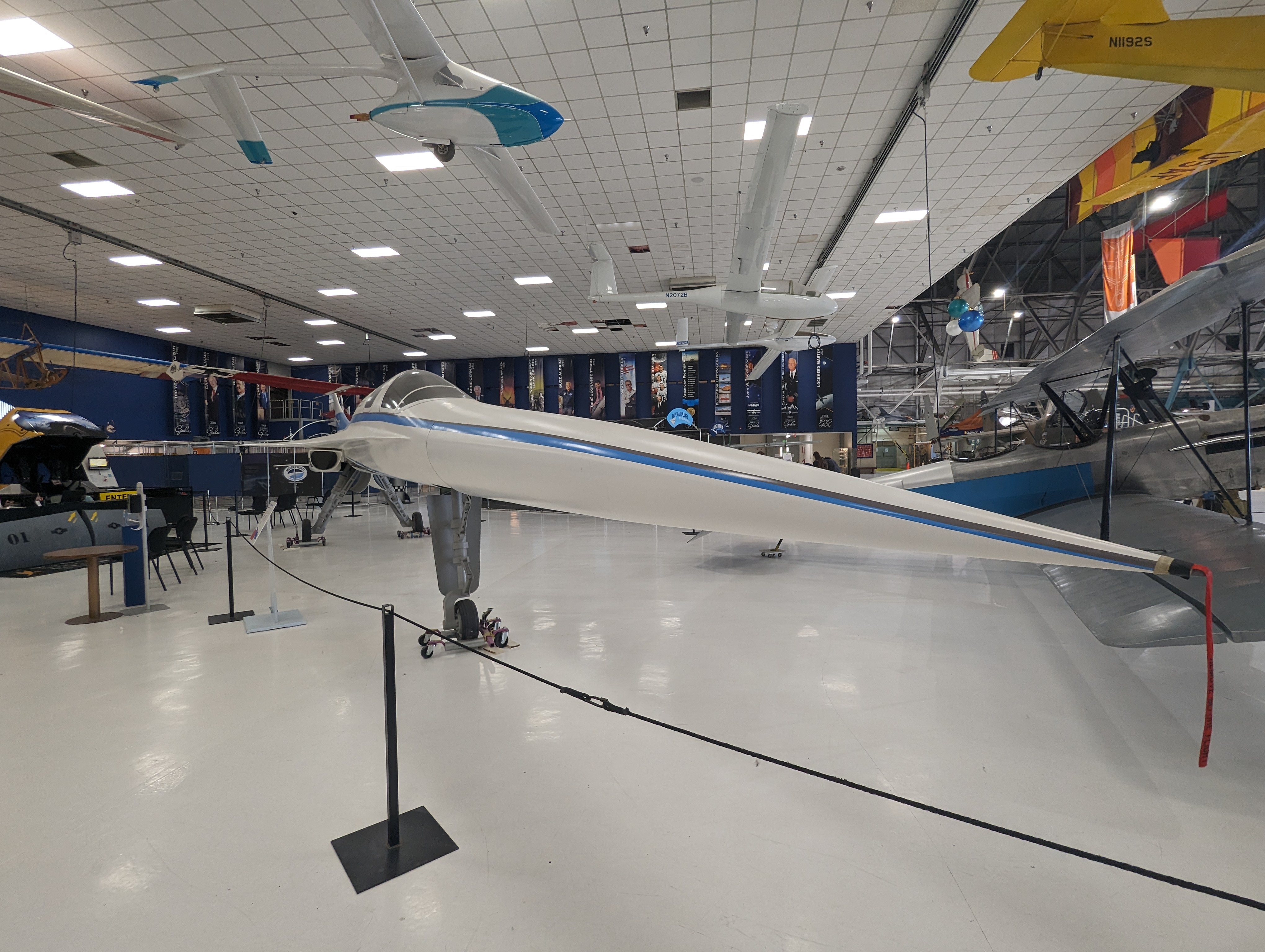
コロラド州デンバーのウィングス・オーバー・ザ・ロッキーズ航空宇宙博物館に展示されているXB-1のモックアップ。

XB-1 Baby Boomは、全長21メートル、 翼幅5.2メートル、最大離陸重量13,500 lb (6,100 kg)である。可変ジオメトリのインレットとエキゾーストを備えた3つの非アフターバーニングJ85-15エンジンを搭載したプロトタイプは、 1,000 nmi (1,900 km)を超える範囲でマッハ2.2を維持する計画。2人乗りのコクピット、チャイン付きのフォアボディ、スイープした後縁がある。熱制御の環境制御システムは燃料をヒートシンクとして利用して、キャビンの熱を放出する。

### 材料
XB-1は軽量の複合材で構成されている。前縁と153℃ノーズの材料、クーラー部品用のエポキシ材料は、SpaceXのFalcon9の高温材料サプライヤーであるオランダのToray Advanced Compositesから提供される。機体は主に中弾性炭素繊維/エポキシで、スパーのキャップには高弾性繊維、高温のエッジとリブにはビスマレイミドプリプレグが使用される。